# Oberau (Altenstadt)
Oberau ist ein Ortsteil der Gemeinde Altenstadt im hessischen Wetteraukreis

## Geographische Lage
Oberau liegt am Nordwestrand des Ronneburger Hügellandes, an das sich im Nordwesten – jenseits der das Dorf passierenden Nidder – die Wetterau (naturräumliche Teileinheit Heldenbergener Wetterau) anschließt. Es befindet sich etwa 1 km (Luftlinie) südlich des Kernorts von Altenstadt, von dem es durch die Nidder getrennt ist. Im Osten liegt Waldsiedlung, im Südosten Rommelhausen und im Westsüdwesten Höchst. Direkt östlich vorbei am Dorf verläuft die Landesstraße 3189 (Altenstadt–Oberau–Rommelhausen).

## Geschichte

### Frühgeschichte und Mittelalter
Östlich vorbei am Dorf führt (etwa entlang der heutigen L 3189) der Obergermanisch-Rätische Limes (heute: Weltkulturerbe), der die Grenze des Römischen Reichs – zu dem die Ortschaft zählte – zur Germania magna bildete.
Die älteste erhaltene Erwähnung des Dorfes als Obha stammt vom 13. August 1219 und findet sich in einem Schutzbrief des Papstes Honorius III. für das Kloster Konradsdorf. Später Formen des Ortsnamens sind Oberahe oder auch Oberawe.

### Frühe Neuzeit
Im Heiligen Römischen Reich gehörte das Dorf zum Freigericht Kaichen, das im 15. Jahrhundert unter die Herrschaft der Burggrafschaft Friedberg kam. Mit diesem fiel es 1806 an Hessen-Darmstadt.
In Oberau galt das Partikularrecht des Freigerichts Kaichen, die Friedberger Polizeiordnung. 1679 wurde sie erneuert und gedruckt. Damit ist sie zum ersten Mal schriftlich fassbar. Sie behandelte überwiegend Verwaltungs-, Polizei- und Ordnungsrecht. Insofern blieb für den weiten Bereich des Zivilrechts das Solmser Landrecht die Hauptrechtsquelle. Das Gemeine Recht galt darüber hinaus, wenn all diese Regelungen für einen Sachverhalt keine Bestimmungen enthielten. Diese Rechtslage blieb auch im 19. Jahrhundert geltendes Recht, nachdem Oberau an das Großherzogtum Hessen übergegangen war. Erst das Bürgerliche Gesetzbuch vom 1. Januar 1900, das einheitlich im ganzen Deutschen Reich galt, setzte dieses alte Partikularrecht außer Kraft.

### Neuere Geschichte
Zwischen den beiden Weltkriegen war Töpferei die Haupterwerbsquelle der Einwohner. Hieraus rührt der Orts-Uzname: „Owerer Dippe“.
Vor wenigen Jahren wurde die Waldsporthalle erbaut.
Hessische Gebietsreform (1970–1977)
Im Zuge der Gebietsreform in Hessen fusionierten zum 1. Oktober 1971 die bis dahin selbständigen Gemeinden Altenstadt,  Höchst a. d. Nidder und Oberau freiwillig zur erweiterten Gemeinde Altenstadt.
Für alle Ortsteile wurden Ortsbezirke gebildet.

### Verwaltungsgeschichte im Überblick
Die folgende Liste zeigt die Staaten und Verwaltungseinheiten, denen Oberau angehört(e):

- vor 1806: Heiliges Römisches Reich, Burggrafschaft Friedberg, Grafschaft Kaichen, Amt Altenstadt
- ab 1806: Großherzogtum Hessen (Souveränitätslande),[Anm. 2], Fürstentum Oberhessen, Amt Altenstadt (Souveränität beim Großherzog, aber Eigentum des Burggrafen bis zu dessen Ableben)
- ab 1817: Großherzogtum Hessen, Provinz Oberhessen, Amt Altenstadt[9]
- ab 1821: Großherzogtum Hessen, Provinz Oberhessen, Landratsbezirk Vilbel[10][Anm. 3]
- ab 1832: Großherzogtum Hessen, Provinz Oberhessen,  Kreis Friedberg
- ab 1848: Großherzogtum Hessen, Regierungsbezirk Friedberg
- ab 1852: Großherzogtum Hessen, Provinz Oberhessen, Kreis Vilbel
- ab 1867: Norddeutscher Bund,[Anm. 4] Großherzogtum Hessen, Provinz Oberhessen, Kreis Vilbel
- ab 1871: Deutsches Reich, Großherzogtum Hessen, Provinz Oberhessen, Kreis Vilbel
- ab 1874: Deutsches Reich, Großherzogtum Hessen, Provinz Oberhessen, Kreis Büdingen
- ab 1918: Deutsches Reich (Weimarer Republik), Volksstaat Hessen, Provinz Oberhessen, Kreis Büdingen
- ab 1938: Deutsches Reich, Volksstaat Hessen, Kreis Büdingen[11][Anm. 5]
- ab 1945: Amerikanische Besatzungszone,[Anm. 6] Groß-Hessen, Regierungsbezirk Darmstadt, Kreis Büdingen
- ab 1946: Amerikanische Besatzungszone, Land Hessen, Regierungsbezirk Darmstadt, Kreis Büdingen
- ab 1949: Bundesrepublik Deutschland, Land Hessen, Regierungsbezirk Darmstadt, Kreis Büdingen
- ab 1971: Bundesrepublik Deutschland, Land Hessen, Regierungsbezirk Darmstadt, Kreis Büdingen, Gemeinde Altenstadt
- ab 1972: Bundesrepublik Deutschland, Land Hessen, Regierungsbezirk Darmstadt, Wetteraukreis, Gemeinde Altenstadt

## Bevölkerung
Einwohnerstruktur 2011
Nach den Erhebungen des Zensus 2011 lebten am Stichtag dem 9. Mai 2011 in Oberau 1584 Einwohner. Darunter waren 111 (7,0 %) Ausländer.
Nach dem Lebensalter waren 294 Einwohner unter 18 Jahren, 672 waren zwischen 18 und 49, 393 zwischen 50 und 64 und 225 Einwohner waren älter. Die Einwohner lebten in 636 Haushalten. Davon waren 141 Singlehaushalte, 189 Paare ohne Kinder und 240 Paare mit Kindern, sowie 54 Alleinerziehende und 12 Wohngemeinschaften. In 87 Haushalten lebten ausschließlich Senioren und in 474 Haushaltungen leben keine Senioren.
Einwohnerentwicklung
| Oberau: Einwohnerzahlen von 1834 bis 2021 | Oberau: Einwohnerzahlen von 1834 bis 2021 | Oberau: Einwohnerzahlen von 1834 bis 2021 | Oberau: Einwohnerzahlen von 1834 bis 2021 | Oberau: Einwohnerzahlen von 1834 bis 2021 |
| --- | ----------------------------------------- | ----------------------------------------- | ----------------------------------------- | ----------------------------------------- |
| Jahr |                                           |                                           |                                           | Einwohner                                 |
| 1834 | 1834                                      |                                           | 299                                       | 299                                       |
| 1840 | 1840                                      |                                           | 324                                       | 324                                       |
| 1846 | 1846                                      |                                           | 363                                       | 363                                       |
| 1852 | 1852                                      |                                           | 308                                       | 308                                       |
| 1858 | 1858                                      |                                           | 287                                       | 287                                       |
| 1864 | 1864                                      |                                           | 284                                       | 284                                       |
| 1871 | 1871                                      |                                           | 257                                       | 257                                       |
| 1875 | 1875                                      |                                           | 266                                       | 266                                       |
| 1885 | 1885                                      |                                           | 223                                       | 223                                       |
| 1895 | 1895                                      |                                           | 244                                       | 244                                       |
| 1905 | 1905                                      |                                           | 291                                       | 291                                       |
| 1910 | 1910                                      |                                           | 285                                       | 285                                       |
| 1925 | 1925                                      |                                           | 315                                       | 315                                       |
| 1939 | 1939                                      |                                           | 325                                       | 325                                       |
| 1946 | 1946                                      |                                           | 450                                       | 450                                       |
| 1950 | 1950                                      |                                           | 472                                       | 472                                       |
| 1956 | 1956                                      |                                           | 486                                       | 486                                       |
| 1961 | 1961                                      |                                           | 473                                       | 473                                       |
| 1967 | 1967                                      |                                           | 517                                       | 517                                       |
| 1970 | 1970                                      |                                           | 587                                       | 587                                       |
| 1980 | 1980                                      |                                           | ?                                         | ?                                         |
| 1990 | 1990                                      |                                           | ?                                         | ?                                         |
| 2000 | 2000                                      |                                           | ?                                         | ?                                         |
| 2005 | 2005                                      |                                           | 1.742                                     | 1.742                                     |
| 2010 | 2010                                      |                                           | 1.656                                     | 1.656                                     |
| 2011 | 2011                                      |                                           | 1.584                                     | 1.584                                     |
| 2015 | 2015                                      |                                           | 1.520                                     | 1.520                                     |
| 2018 | 2018                                      |                                           | 1.523                                     | 1.523                                     |
| 2021 | 2021                                      |                                           | 1.786                                     | 1.786                                     |
| Datenquelle: Historisches Gemeindeverzeichnis für Hessen: Die Bevölkerung der Gemeinden 1834 bis 1967. Wiesbaden: Hessisches Statistisches Landesamt, 1968. Weitere Quellen: LAGIS; Gemeinde Altenstadt; Zensus 2011 |                                           |                                           |                                           |                                           |

Historische Religionszugehörigkeit
| • 1961: | 268 evangelische (= 56,55 %), 193 katholische (= 40,80 %) Einwohner |

## Religion
- Die einstige Albanskapelle wird heute als Simultankirche von der evangelischen und der römisch-katholischen Kirchengemeinde gemeinsam genutzt.
- Durch Oberau führt der historische Pilgerpfad Bonifatiusweg und nördlich vorbei der Vulkanradweg.

## Kulturdenkmäler
Siehe: Liste der Kulturdenkmäler in Oberau